# Servo Astral
Em Ocultismo e magia, um Servo Astral ou Servidor é uma entidade construída por um ou mais magistas com objetivos específicos, e que pode ser usado tanto individual ou coletivamente para obter o resultado desejado, este podendo ser especificamente limitado ou contínuo. Muitas vezes, a criação de servos astrais é baseado em contratos escritos, mas existem métodos de criação que utilizam apenas a canalização das energias desejadas, entre outros. Em termos de funcionalidade, de fato, os servidores se assemelham muito a outros tipos de entidades (como um deus, espírito, demônio, santo), porém existem diferenças importantes, como o fato de serem gerados, e não somente atraídos pelos magistas, e as limitações em sua atuação, por possuírem objetivo muito específico.

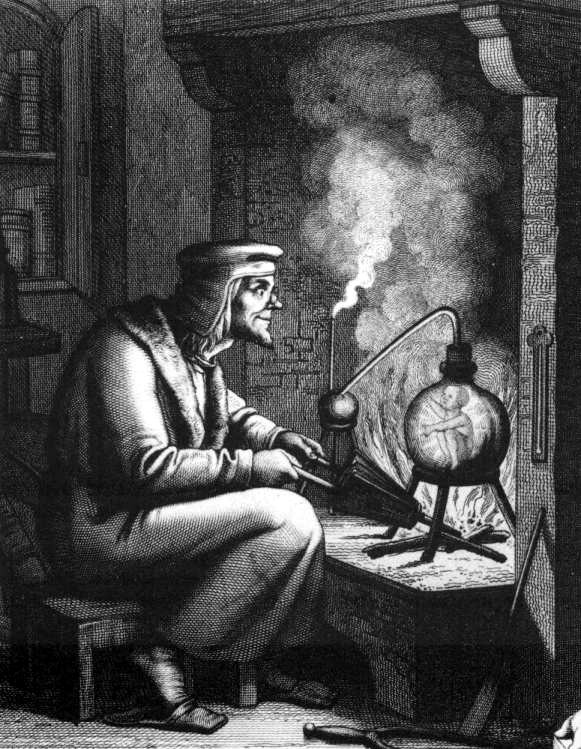
Alquimista criando um homúnculo.

## Elementais Artificiais na Golden Dawn
Na Golden Dawn, cada um dos membros se aperfeiçoou em um conjunto de sistemas mágicos, e neste contexto, por volta de 1910, a magista Dion Fortune desenvolveu, com base em diversos sistemas mágicos antigos, dentre eles a Alquimia, seu método de criação de elementais artificiais. Os elementais surgiam como uma Forma-pensamento, mediante forte intenção e propósito, sendo moldados pelas forças psíquicas do magista e realizando atividades pré-determinadas.
Estes seres construtos possuíam um caráter similar ao de várias classes de entidades, como as que foram descritas anteriormente, e as formas utilizadas para sua criação eram próximas às da Teosofia e às da Magia Tibetana. Fortune alegava, no caso, ter criado um elemental artificial na forma de um lobo ou lobisomem, que dormia aos pés de sua cama.

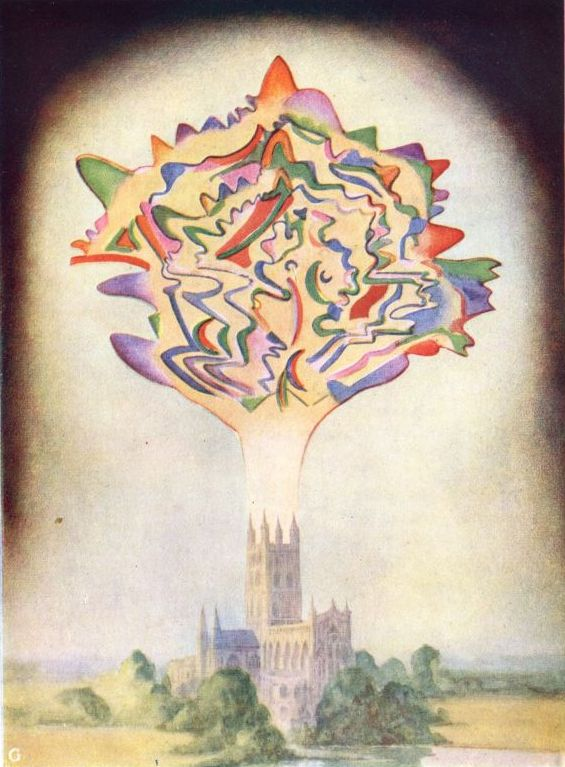
Forma-pensamento.

## Servidores na Magia do Caos
A partir da ideia de elementais artificiais, os círculos de Magia do Caos aperfeiçoaram as metodologias para criação de servidores que realizassem ações para o magista. Entre outras definições, a criação de servidores pode ser entendida como o ato de plasmar, no mundo externo, uma porção da psiquê do magista, na forma de uma entidade separada. Phil Hine comenta que "ao deliberadamente germinar porções de nossa psiquê e identificá-las por meio de um nome, traço, símbolo, nós podemos trabalhar com elas (e entender como elas nos afetam) a nível consciente".
Sendo assim, a atuação dos servidores é, por um lado, similar à de um Sigilo (magia) (uma vez que há intuitos e objetivos específicos embasando sua criação), e por outro lado mais independente (pois os servidores podem se movimentar pelo astral para realizar estes serviços de forma mais direta, também se comunicando de forma mais direta com o magista). De forma geral, os servidores podem ser relacionados a um sigilo, ou a um objeto, que servirão como sua morada ou simples ponto de ancoramento, e possuem algumas características essenciais — na definição típica Caoísta:
• Criação Consciente: os servidores são criados conscientemente, de forma deliberada, por um magista, e não possuem previamente uma existência própria como um aspecto mental, natural ou espiritual.
• Especificidade: os servidores são criados com características e objetivos específicos, incluindo limitações, traços de personalidade, fontes específicas de alimentação e formas específicas de evocação/destruição. Para especificar tais aspectos, pode ser feito um contrato por escrito.
• Movimentação: diferente de sigilos, fetiches ou outros elementos mágicos inanimados e imóveis, geralmente se considera que os servidores podem fluir pelo astral, e podem realizar atividades em diferentes lugares, assim como seguir o magista, dependendo do objetivo para o qual foram criados.
• Hierarquia: crê-se que os servidores estão dentro de uma grande cadeia contínua de entidades que se manifestam no astral, que em uma visão física equivalem às faixas vibracionais e às diferentes frequências. Os servidores estariam em um grau vibracional abaixo do nosso nível mental, nessa cadeia, sendo subordinados à nossa vontade e dependentes da nossa energia.
• Desenvolvimento: existe também a ideia de que o servidor pode se desenvolver com o tempo e mudar de nível hierárquico. Por medo, culpa, ou por algum tipo de paranoia que transforme o servidor em um inimigo do magista (pedidos não cumpridos, ou extraviados, insatisfação do criador quanto à atuação do servidor), ele poderia ganhar uma energização excessiva e se alimentar do medo que ele percebe estar gerando no usuário de sua energia. Por outro lado, haveria a possibilidade do servidor ganhar reverência, ser recompensado, ser colocado acima de seus usuários como se fosse um deus, ou se tornar conhecido por muitas pessoas e por mais de uma geração humana, e então sua energização hiperbólica o transformaria em algo superior, independente.

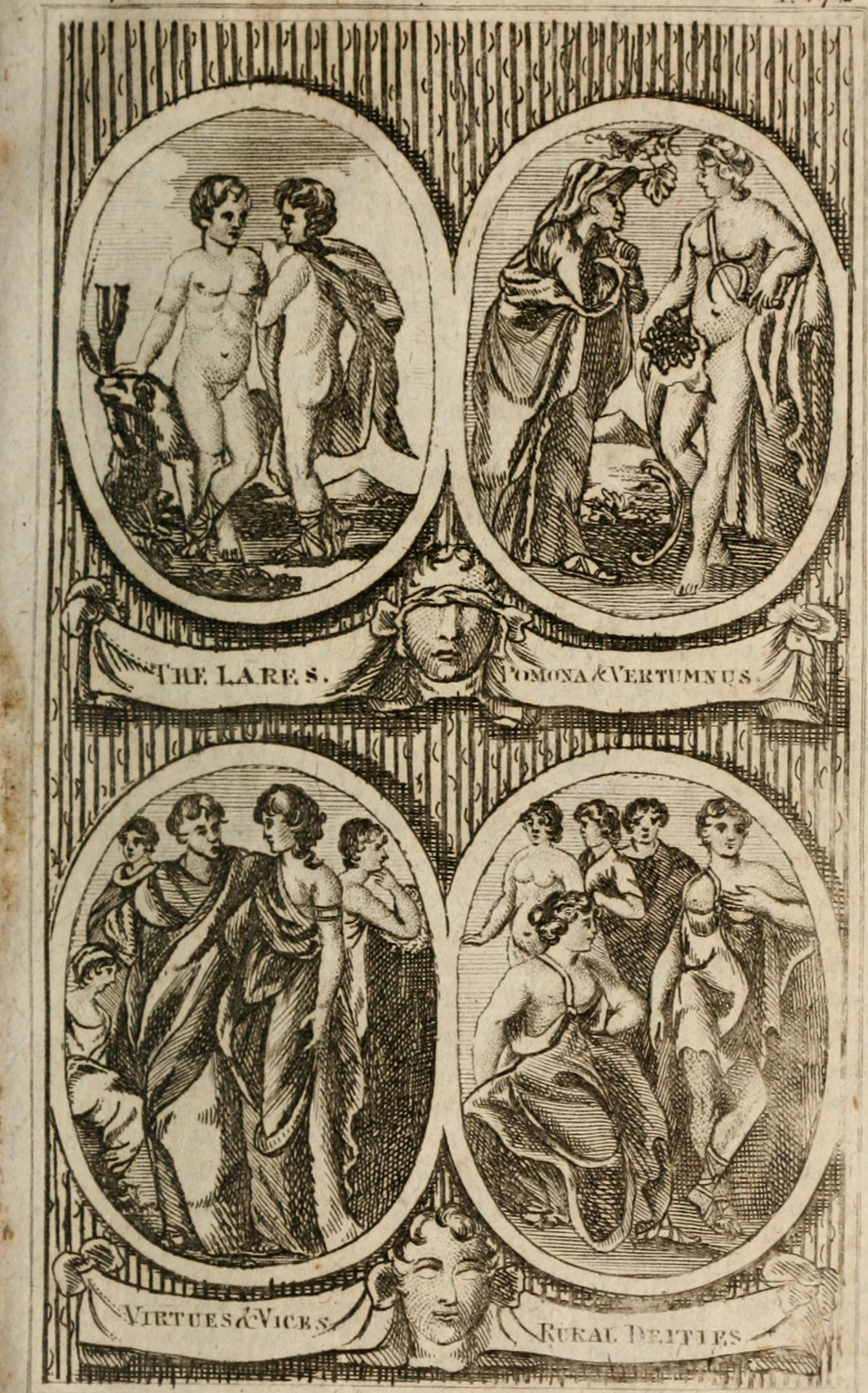
Diversos Deuses Gregos.

Cabe ressaltar que servidores podem ser construídos com base em entidades já existentes, mas neste caso eles não serão aquela entidade propriamente dita, apenas compartilharão aspectos com a mesma. O mesmo se aplica a servidores criados a partir de personagens fictícios ou pessoas que existem ou existiram. O ato de um magista se conectar à energia destas entidades, personagens ou pessoas (e à sua egrégora) seria vetorialmente diferente da criação de um servidor relacionado a elas.

## Criação de Servidores
A criação de servidores pode ser realizada por diversos métodos, incluindo adaptações de métodos milenares, ou métodos próprios. Vários fóruns de Magia do Caos descrevem métodos para a criação, incluindo modelos de contratos que permitem limitar a atuação do servidor para os objetivos específicos. Pode ser utilizado, por exemplo, um método análogo aos de sigilação (como os descritos por Carroll), inclusive atrelando o servidor a um sigilo que tenha sido criado anteriormente.
Após a definição da forma que o servidor irá tomar, este deve ser mentalizado, preferencialmente com foco no sigilo ou no objeto físico (se houver) que irá ancorar a entidade. Outra técnica possível é imaginar o servidor andando ao lado do magista, até que esta imaginação se torne tão natural que ocorra automaticamente, sem necessidade de esforço mental — automaticamente, será entendido que o servidor está acompanhando o magista.

## Alimentação Energética
A definição da fonte de energia que alimentará o servidor é importante, pois permite seu fortalecimento, e sua obtenção de recursos para realizar as atividades propostas pelo magista. Esta fonte pode ser definida no contrato (se houver), ou pode ser, de forma simples, a própria força de vontade, intenção, ou energia psíquica do magista que criou o servidor. Alternativamente, a fonte energética pode ser a visualização do sigilo por qualquer pessoa, o agradecimento público após a realização dos objetivos, o uso de velas e incensos, oferendas em geral, ou mesmo energia elétrica, no caso de cybermorfos.

## Visualização e Contato
Como mencionado anteriormente, é interessante que a primeira visualização e o primeiro contato com o servidor se deem no momento da criação, para que sua forma seja moldada e seus objetivos fiquem bem definidos. Após este momento, o servidor pode ser enviado para sua morada, ou banido temporariamente, retornando quando for solicitado. Sendo assim, a visualização e o contato se darão por meditação, imaginação ativa, viagem astral, ou outro método à escolha do magista, sempre que o servidor for convocado para um diálogo, ou para realizar nova atividade.

## Destruição
Quando um servidor não for mais desejado, pode ser banido permanentemente, ou destruído. Neste caso, o método de destruição também pode ser definido a priori no contrato, mas de forma geral a destruição da morada física ou sigilo, ou ainda a reabsorção pela psiquê do magista, bastariam para sua finalização.